# لوكاس بيركهارت
لوكاس بيركهارت هو لاعب إسكواش سويسري، ولد في 27 أبريل 1991 في لوسرن في سويسرا.

## وصلات خارجية
- لوكاس بيركهارت على موقع SquashInfo.com (الإنجليزية)